# Kungfu
Kung-fu o kungfu (xinès simplificat :功夫, xinès tradicional :功夫, pinyin: Gongfu) és una disciplina completa de lluita d'origen xinès basada en uns principis filosòfics d'origen extremoriental (budisme i taoisme fonamentalment), és a dir, un art marcial xinès (tradicional).

## Terminologia
El significat del terme kung-fu (literalment: 功 gōng "treball" i 夫 fu "home") és "habilitat o mestratge". És un col·loquialisme xinès per designar l'habilitat adquirida amb el temps, constància, disciplina i esforç, de manera que en l'idioma xinès s'utilitza per ressaltar la destresa en un art o activitat. És el terme amb el qual es van popularitzar les arts marcials xineses a Occident.
De la mateixa manera, en occident a les arts marcials xineses també es va donar el nom de boxa xinès durant la Rebel·lió dels bòxers ("bòxer", boxejador en anglès).
Altres termes utilitzats actualment per a referir-se a les arts marcials xineses són wushu (武術 wǔshù "art marcial") i Kuoshu (國術 Guoshu "art nacional") a Taiwan.
Quan en occident no era conegut el terme kung-fu, sovint s'utilitzava el terme de karate xinès, a causa que el Japó es va obrir a occident abans que la Xina i els seus arts (entre elles el karate) es van popularitzar abans, però les seves similituds es deuen al fet que la majoria d'arts marcials van ser influènciades o derivades de les arts marcials xineses.
El terme kung-fu (i kuoshu) s'utilitza per referir-se a l'art marcial xinès tradicional en els seus diferents estils. D'altra banda, després de la revolució cultural xinesa, també es va fer popular el terme "wushu" que va adoptar el govern xinès per denominar a la nova versió esportiva del kung-fu (modern). Com a esport d'alt rendiment amb projecció olímpica, estava més orientat a la demostració gimnàstica que a l'aplicació marcial. Les seves formes o rutines (taolu) són una simplificació i adaptació de les diferents formes del kung-fu tradicional però amb moviments més vistosos i, sovint, acrobàtics. Posteriorment (1982), en l'esport del wushu també es va crear la modalitat de combat (sanda).

## Història

### Orígens
La lluita existeix des que existeix l'home, és més, la lluita per la supervivència és anterior a l'home. A la Xina hi ha constància de tractats antics de lluita i tàctica militar des de fa milers d'anys, potser el més conegut sigui "L'art de la guerra" (孫子兵法- Sun Tzu孫子) del s. VI aC. D'altra banda, la filosofia a la Xina (confucianisme, taoisme i budisme) també es coneixia fins i tot abans de la construcció del Temple Shaolin (495 d. C.), així com la pràctica del Qigong (Txi-kung).

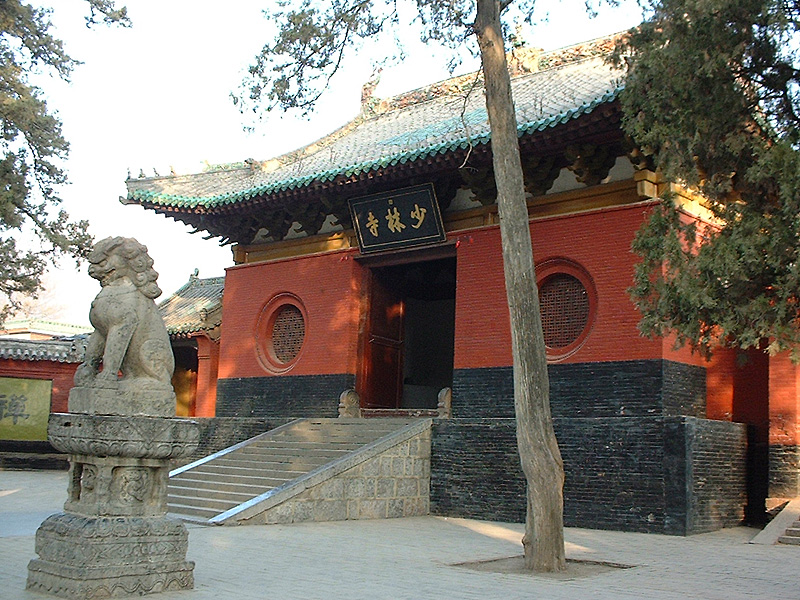
Monestir de Shaolin

Es considera que l'origen de les arts marcials xineses (com a tal) no emana de la lluita sinó de la filosofia, és a dir, dels seus principis filosòfics. Per això, es daten els orígens del kung-fu en l'any 527 quan, segons explica la llegenda, un monjo budista procedent de l'Índia anomenat Bodhidharma (Damo "Tamo" en xinès) va arribar al Monestir de Shaolin (Henan, nord de la Xina). Damo considerava que era beneficiós per a les seves pràctiques espirituals que els monjos tinguessin cossos sans i bona salut, per això els va ensenyar una sèrie d'exercicis, per ajudar-los en les seves meditacions, que van donar origen als "18 Luohan" ("18 ancestres Luohan" o "18 mans de Luohan", segons la font) que consistia en 18 exercicis que van derivar en habilitats de lluita. A partir d'aquests van ser creats 24 nous moviments i així successivament es van començar a crear els primers estils (羅漢拳 Luohan Quan, ...). No obstant això, molt probablement al Monestir de Shaolin no fossin totalment desconeixedors d'algunes habilitats de lluita abans de l'arribada de Damo.

### Evolució
L'evolució del kung-fu està condicionada per la història de la Xina, que és on es va desenvolupar.
618-907 Dinastia Tang
Època de prosperitat. Va florir el comerç i l'intercanvi cultural amb altres parts d'Àsia.
Expansió del budisme: construcció de monestirs i temples, difusió a altres països amb vincles històrics comuns (Corea, Okinawa, Japó). Lligat al budisme chan (zen) també es va difondre, en part, el kung-fu de Shaolin a la Xina.
Desenvolupament dels moviments dels "18 Luohan". De l'escola Shaolin també destaquen les tècniques de bastó (Gun棍), en no ser considerat com una arma.
L'observació de les habilitats de lluita per la supervivència d'alguns animals (tigre, serp, grua, mico, mantis…) va inspirar l'adaptació dels seus moviments a alguns mestres de kung-fu caracteritzant els estils que van crear, classificats per aquest motiu com estils imitatius.
960 - 1279 dinastia Song / 1115 - 1234 dinastia Jin (manxús, al Nord)
Època de pau i prosperitat a la Xina.
De principis d'aquesta època destaca l'emperador Taizu per la seva afició i foment del kung-fu. Es relaciona amb l'origen de l'estil Changquan, per les seves col·laboracions en el desenvolupament d'altres estils (tanglangquan) i per haver influenciat amb els seus textos en la creació d'altres (taijiquan).
Al s. XI el budisme chan ja estava completament assentat a la Xina.
1127 La cort Song va haver de refugiar-se al sud davant la inclusió pel nord de l'imperi mongol 
1279 - 1368 Dinastia Yuan (Invasió Mongol)
El gran imperi mongol va envair la Xina i va governar amb gran duresa.
La pràctica de les arts marcials i les armes estava prohibida als xinesos.
Es va popularitzar la lluita sense colpeig Shuaijiao .
La rebel·lió dels "turbants vermells" (societat del Lotus Blanc) expulsa als mongols. També van saquejar i van destruir gran part del monestir Shaolin.
1368 - 1644 Dinastia Ming
La dinastia Ming va ser la "Edat d'Or" antiga del Kung fu.
Període de gran desenvolupament en què els estils es van anar ampliant i desenvolupant (luohanquan, zhangquan, tanglanquan, Xingyiquan, chuojiao, lamapai, taijiquan Chen…).

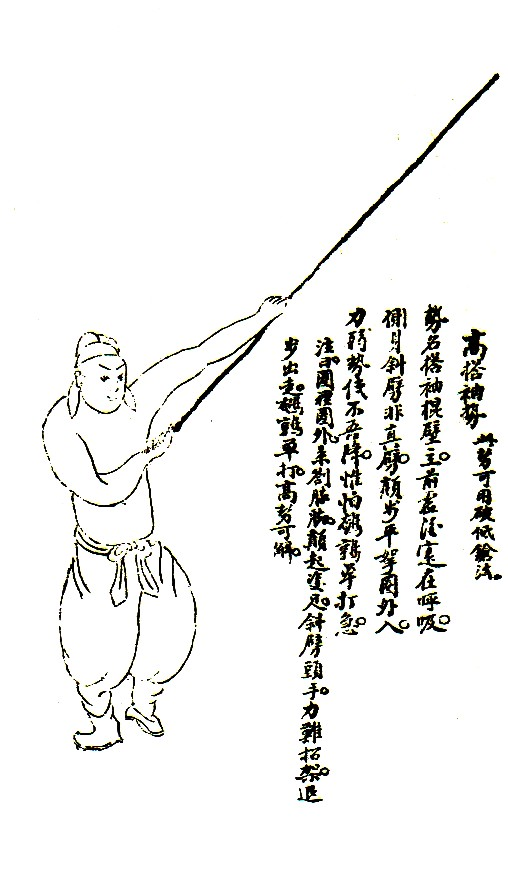

De finals d'aquesta era daten algunes fonts documentals conservades que es refereixen als mètodes de lluita de Shaolin, destacant el maneig del bastó (Gun棍).
1560 Jixiao Xinshu (纪效新书) o Nou Tractat sobre Eficiència militar escrit per Qi Jiguang 
1560 Zhengqi Tang Ji (正氣堂集) de Yu Dayou 
1621 Shaolín Gùnfǎ Chǎnzōng (少林棍法闡宗) Mètode del Pal de Shaolin Chan escrit per Chéng Zōngyóu程宗猷 
1624 Yijin Jing (易筋经) mètode de la transformació de músculs i tendons 
1619 Chen Yuan Bin arriba al Japó i ensenya kung-fu Shaolín, els seus alumnes funden el jujitsu kito ryu
1630? Wubei Zhi 武備志 (Bubishi en japonès) de Mao Yuanyi, és un ampli tractat militar de l'antiga Xina en el qual s'inclou la formació en tècniques de lluita d'infanteria.
Intervenció dels monjos Shaolin contra els atacs dels pirates japonesos.
Una greu crisi econòmica i desastres provoca una rebel·lió. Les forces rebels van saquejar el monestir Shaolin (pro-Ming) i enderroquen als Ming.
1644 - 1911 Dinastia Qing (manxús)
L'imperi manxú envaeix la Xina des del nord.
Imposen pentinat als homes llarga trena i cap mitjà afaitat.
Destrueixen el monestir Shaolin, i els pocs supervivents emigren refugiant-se en altres monestirs, la majoria cap al sud (Fujian…). Molts manuscrits que documentaven les formes originals de Kung Fu es van perdre o van ser cremats. Motivats per aquest genocidi i també amb la finalitat de preservar les arts, els mestres supervivents van començar a ensenyar Kung Fu al poble laic anti-Qing.
Els manxús van prohibir la pràctica de les arts marcials, per la qual cosa es duia a terme en secret.
Al s. XVII es van desenvolupar els estils del Sud (Hung gar 洪家…) que, tot i el seu origen Shaolin (nord), van desenvolupar característiques força diferenciades.
Els manxús van intentar acabar amb els rebels del sud (Fujian), obligant-los a emigrar de nou més al sud (Cantó) i les illes (Taiwan, Okinawa).
Les influències del kung fu es van estendre a la resta de països d'extrem orient (Japó, Corea, Vietnam, etc.) en diversos moments de la història, ja des del s. VI associat a l'expansió del budisme chan (zen, en japonès), les relacions comercials i les emigracions provocades per les guerres o règims polítics. Un referent habitual d'intercanvi cultural entre la Xina i el Japó va ser l'Illa d'Okinawa, on el kung-fu es va fusionar als seus sistemes de lluita (arts marcials d'Okinawa), donant lloc al que avui es coneix com a karate (feien servir els mateixos termes xinesos: "Shorin = shaolin", "kempo = quanfa = kungfu", to-de / tuidi / to-de / Shuri-Te = mà xinesa, tang soo do / tangsudo = "camí de la mà xinesa"; "三戰sān Zhan = sanchin "forma de l'estil de la grua de Fujian...). Alguns dels estils de kung-fu que més influències han tingut són els estils del sud (com el Bai Hok Pai -estil de la grua blanca- i el hsing i Chuan -boxa dels cinc elements-) i també alguns elements del Shaolín quan (boxa de Shaolin).
Al nord, es van desenvolupar més els estils interns, com el taijiquan.

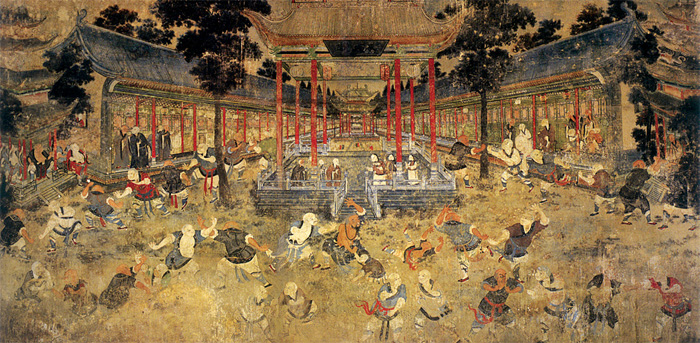
_{Pintures en el mur del saló Baiyi (Shaolin)}

A la fi del segle xviii el temple Shaolin és reobert exclusivament a fins religiosos (pintures al mur del saló Baiyi i Avalokitesvara, any 1800 aprox.) 
Al s.XIX la dinastia manxú havia fomentat la idea de la superioritat de l'Imperi Xinès enfront dels estrangers (als quals es considerava "bàrbars" i vassalls davant la sobirania de l'emperador), però la veritat és que el seu exèrcit estava antiquat (rebutjant la seva modernització pel seu orgull nacionalista antioccidental). Les restriccions comercials a les potències occidentals en la navegació i ports de la Xina van desencadenar l'enfrontament (guerres de l'opi) i la conseqüent "colonització" estrangera (Regne Unit, ...). Xina va perdre territori (Hong Kong, ...) i constantment es va veure obligada a concedir indemnitzacions i nous privilegis als occidentals. Japó també va aprofitar aquestes circumstàncies per a la invasió (Okinawa, Taiwan, influència sobre Corea).
Tot això va provocar, entre altres coses, una important crisi econòmica així com una greu humiliació nacional, augmentant el sentiment xenòfob del poble i el desprestigi de la dinastia Qing. El descontentament del poble es va manifestar en l'aparició de moviments revolucionaris com el de la Rebel·lió dels bòxers a 1898 (义和团起义 Yihetuan Qǐyì, "punys rectes i harmoniosos"), anomenats "bòxers" (boxejadors) pels anglesos, en referència al ús de les arts marcials que practicaven.
El que ha passat al s. XIX ens ajuda a comprendre el sentiment nacionalista xinès i la seva introspecció en el seu rebuig cap als estrangers, i com el fet que les arts marcials xineses (i el budisme) no es van conèixer plenament en occident fins a finals d'aquest segle. D'altra banda, també va contribuir a desmitificar la esotèrica invulnerabilitat que enaltia als bòxers.
El 1910 Huo Yuanjia (mestre de l'estil mizong) funda a Xangai la Jing Wu Athletic Association (精武體育會/精武体育会) organització que promou un enfocament sistemàtic per a la formació en les arts marcials xineses.
República Xina (1912-1949) 
La Revolució de Xinhai enderroca l'últim emperador Qing i instaura la República.
Va ser un període marcat per molts conflictes polítics (1919 tractat de Versalles concessions al Japó) i bèl·lics (guerra civil, invasió del Japó durant la 2a Guerra Mundial…). No obstant això, amb el nacionalisme republicà les arts marcials xineses van ser considerades com un mitjà per a fomentar l'orgull nacional i construir una nació forta. I, d'acord, va passar a denominar-se'ls Kuoshu (Guoshu 國術 "art nacional"), terme que també es va estendre i ha perdurat a Taiwan.
Aquesta promoció de l'ensenyament de les arts marcials xineses va fer que es fessin més accessibles per al públic en general. El 1928 es va crear una escola nacional d'arts marcials xineses a Nanjing Guoshu Acadèmia Central (中央国术馆), es van organitzar tornejos nacionals (1932), un equip d'artistes marcials xinesos va fer una demostració pública internacional per 1ª vegada en els Jocs Olímpics de Berlín (1936) i es van formar nombroses associacions d'arts marcials i es van publicar molts manuals de capacitació (拳谱).
República Popular de la Xina i actualitat
Les arts marcials xineses van començar a estendre a nivell internacional amb la fi de la guerra civil xinesa i la fundació de la República Popular de la Xina el 1949. Molts artistes marcials van decidir escapar del govern de la República Popular de la Xina i migrar a Taiwan, Hong Kong i altres parts del món. Aquests mestres van començar a ensenyar dins les comunitats xineses, però amb el temps van ampliar els seus ensenyaments per incloure a persones d'altres cultures.
A la Xina continental, la pràctica de les arts marcials tradicionals es va descoratjar durant els turbulents anys de la Revolució Cultural de la Xina (1966-1976). Els "Guàrdies Vermells" en persecució i destrucció de les tradicions xineses saquegen el monestir de Shaolin i destrueixen els manuscrits de la seva biblioteca. Igual que molts altres aspectes de la vida tradicional xinesa, les arts marcials van ser sotmeses a una transformació radical per alinear-los amb la doctrina revolucionària maoista. El govern xinès va crear la Comissió de Cultura Física i Esports de l'Estat que regulava tota activitat esportiva, incloses les arts marcials xineses, eliminant les escoles independents d'arts marcials i imposant una nova versió esportiva nacional, adoptant el terme de "wushu", amb noves formes estandarditzades i simplificades, una adaptació amb moviments més vistosos i, sovint acrobàtics, de les diferents formes del kung-fu tradicional. Aquest nou esport de competició es desvincula dels aspectes d'autodefensa (potencialment subversius al poder), dels llinatges familiars i de les lleialtats personals (als mestres) del kung-fu tradicional. D'altra banda, es va contribuir a popularitzar el coneixement de les arts marcials xineses, especialment amb la simplificació de les formes d'alguns estils, com el taijiquan, resultant més accessibles per a la població en general. La supressió de l'ensenyament tradicional a la Xina continental es va relaxar durant l'Era de la Reconstrucció (1976 a 1989), i des de llavors progressivament la ideologia comunista s'ha anat fent més oberta a punts de vista alternatius. El 1980 es tornen a obrir les portes del Monestir de Shaolin i el 1998 es descentralitza la regulació de les arts marcials xineses.
Fora de la Xina continental, a Taiwan va prosseguir la pràctica del Kuoshu, a Hong-Kong es van popularitzar les pel·lícules de kung-fu en la dècada dels 60 i el kung-fu es va popularitzar en els anys 70 a tot el món amb les pel·lícules de Bruce Lee i amb la sèrie de televisió nord-americana anomenada Kung-fu (protagonitzada per David Carradine).

## Característiques del kung-fu
- És un art marcial. Els seus principis filosòfics el diferencien d'altres sistemes de lluita (esportius, militars o civils) que no els posseeixen. Ex: lluita lliure, gladiadors, baralla de carrer,...
- És d'origen xinès. Té característiques de la cultura xinesa (uniformitat, filosofia, mitologia…) i utilitza terminologia xinesa. Dins de les arts marcials d'extrem orient és la més antiga (precursora de les altres).
- Està format per una gran varietat d'estils, fent del kung-fu una disciplina de lluita "completa" al comprendre tot tipus de tècniques, tant de braços com de cames (percussions, agafades, luxacions, projeccions…), ja sigui sense armes o amb elles (bastó, Shuang Jié gùn - nunchaku -, espasa…).
Això el diferencia també d'altres sistemes de lluita i arts marcials que s'han especialitzat limitant l'ús de les tècniques de lluita (com ara el judo, en el qual no es permeten les tècniques de cop).
La denominació de les tècniques del kung-fu pot variar segons l'estil, no només pel dialecte utilitzat (mandarí o cantonès) sinó perquè cada tècnica pot descriure de diferents maneres, amb l'afegit que la cultura xinesa sol utilitzar descripcions esotèriques que inclouen elements de la seva mitologia i tradició (tigre, drac…).
Algunes de les tècniques generals (en terminologia estàndard) són:

### Posicions (步法 bù fǎ)
马步 Mǎ bù (posició de genet) 
弓步 Gōng bù (posició d'arc) 
虚步 Xu bù (posició buida) 
仆步 Pu bù (posició de caiguda) 
歇步 Xie bù (posició de cames creuades) 
独立步 Du lì bù (posició de cama suspesa) 
七星步 Qī xīng bù (posició 7 estrelles) 

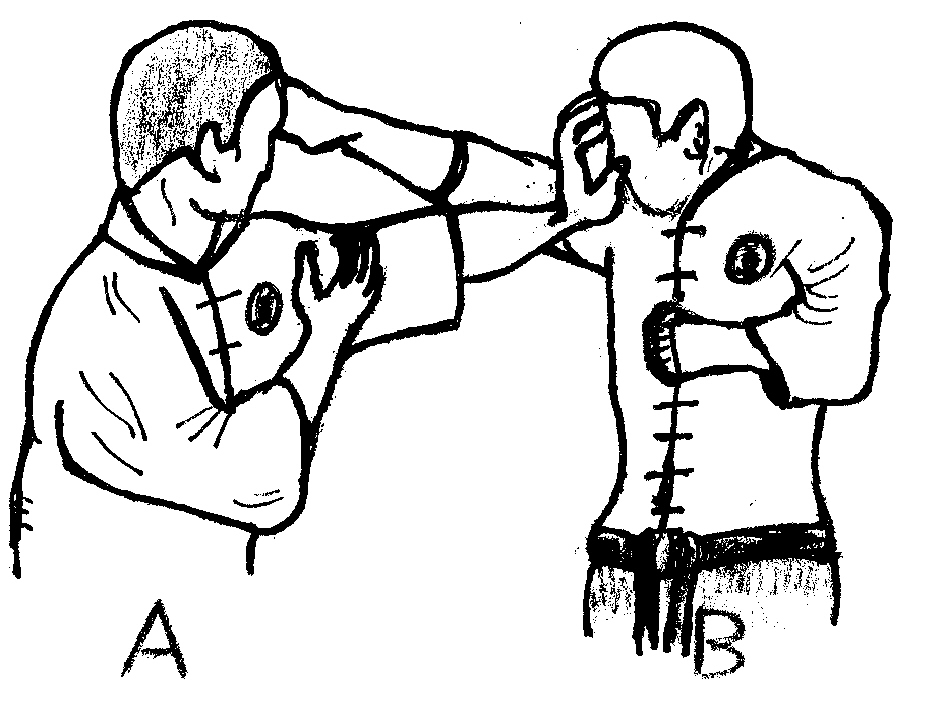

跪步 Gui bù (posició d'agenollar-se) 

### Tècniques de mans (手法 shǒu fǎ)
掌 Zhǎng (Palma) 
勾 Gou (enganxar) 
拳 Quan (Puny) 

### Tècniques de cop de peu (腿法 tuǐ fǎ)
正踢腿 Zheng tu tuǐ (cop de peu frontal) 
侧踢腿 Cè tu tuǐ (cop de peu lateral) 
膝 Xī (genoll) 

### Tècniques de lluita (摔跤 shuai Jiao)
摔 Shuai (projectar) 
推 Tui (empènyer) 

### Tècniques de luxació (擒拿 qinna)
擒 Qín (adherència) 
拿 Ná (control) 

### Armes
棍 Gun (pal, bastó) 
雙節棍 Shuang Jié Gun (doble pal lligat, " nunchaku " en japonès) 
刀 Dao (sabre) 
剑 Jiàn (espasa) 
枪 Qiāng (llança) 

### Termes generals
- Chi Sao (黐手) "mans enganxoses": mètode d'entrenament per al combat de mitja i curta distància mantenint el contacte dels braços amb l'oponent per desenvolupar la sensibilitat i els reflexos, per tal de detectar, dirigir i utilitzar la seva pròpia força. Utilitzat en el Wing Chun, Hung Gar i altres estils.
- Palma de Ferro (en xinès: 铁 掌 功; cantonès: tit1 zoeng2 gung1) és un conjunt de tècniques d'acondicionament utilitzades en diversos estils de kung-fu. Un practicant famós va ser Ku Yu Cheung.
- Camisa de Ferro (xinès tradicional: 鐵 衫; xinès simplificat: 铁 衫; Pinyin: Tie Shan; cantonès: tit1 saam1) és un tipus d'exercici dels estils durs de kung-fu per protegir el cos dels impactes en el combat.
- Tuishou (推手): terme usat per a la "empenta de mans", exercicis en parella utilitzats en els estils interns (neijia).
- Kwoon (館guǎn): sala d'entrenament o aprenentatge.
- Shifu ((師父o師傅): Mestre.

## Escoles i estils

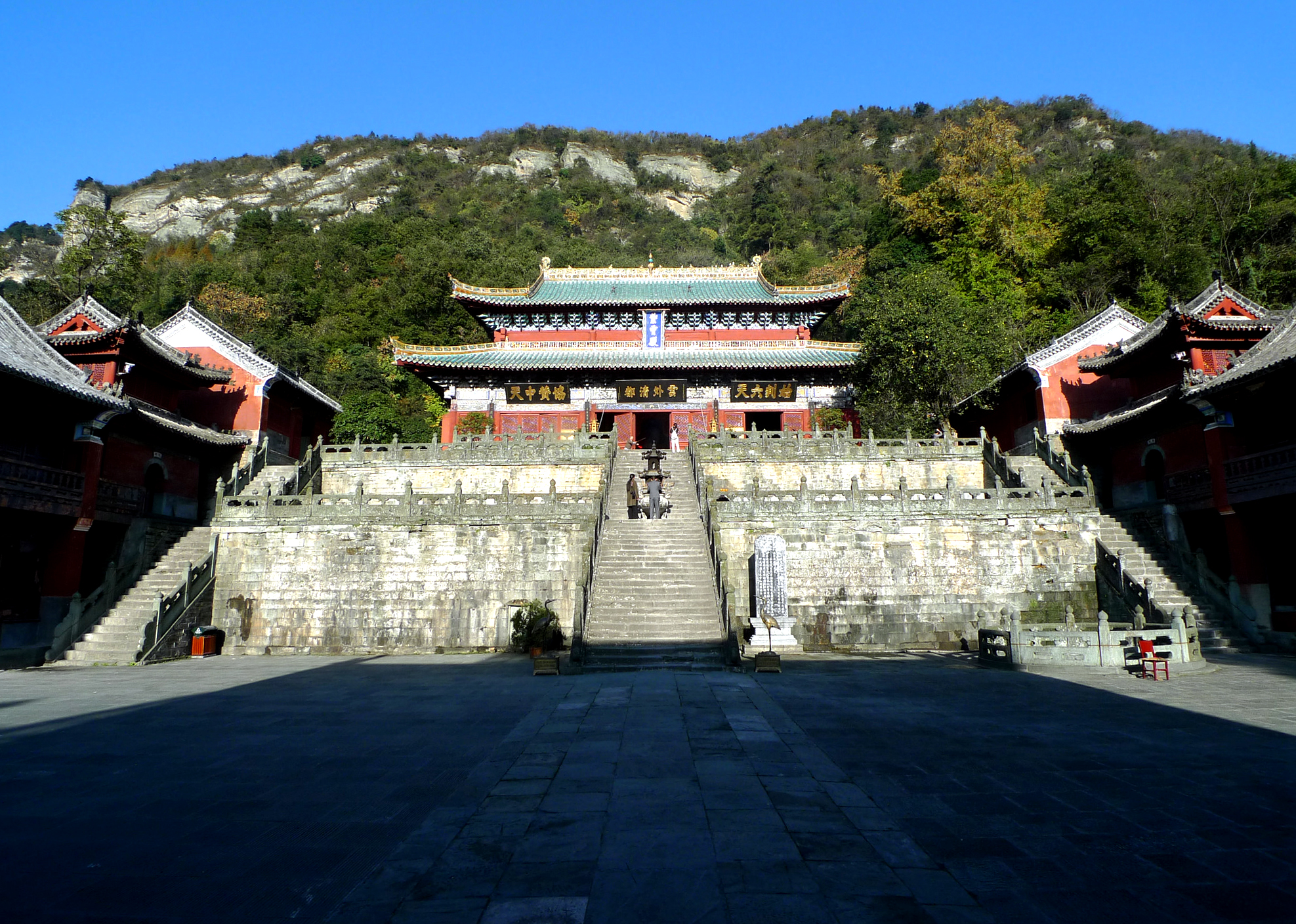
_{Temple de Wudang}

Els estils de les escoles de Shaolin i Wudang són els majoritaris avui dia, però també hi ha altres, com els de l'escola Emei (Emei Quan 峨嵋拳), els d'origen tibetà (Lama pai 喇嘛派, "Rugit del Lleó" 獅子吼, grua Blanca tibetana 白鶴派), els d'origen musulmà "hui" (Cha Quan 查拳), els de l'origen militar (Xing Yi Quan 形意拳 Hsing i Chuan de "Yue Fei") i els de la població en general. I han tingut certes influències entre ells, en el seu origen o en el seu destí.
Xina té una llarga tradició mil·lenària en arts marcials amb centenars d'estils diferents, amb característiques comunes però cada un amb el seu propi llinatge, tècniques i característiques. Segons el tipus de llinatge, si denominació se solen utilitzar termes com jiā (家 "família"), pài (派 "escola / estil") o mén (門 "escola"), si bé el terme més comú és Quan (拳 "boxa / puny). Hi ha estils que imiten els moviments dels animals, altres estan enfocats principalment en el treball del Qi (Qigong Txi-kung), mentre que altres es concentren més en les habilitats de lluita.
Els estils de kung-fu es poden dividir en diverses categories: per exemple, externs (外家拳) i interns (内 家 拳), en referència a si fan més èmfasi en el desenvolupament de capacitats físiques o, per contra, en el potencial interior. També es poden classificar segons el seu origen geogràfic (amb el riu Yangtze com a referència limítrof) en estils del nord (北 拳) i del sud (南拳). La principal diferència destacable entre els estils del nord i del sud és que els del nord tendeixen a emfatitzar en els cops de cames (ràpides i potents), salts i els seus moviments, en general, són fluids i ràpids, mentre que els estils del sud se centren més en la força dels braços i les tècniques de mà, amb posicions fermes i estables. Exemples d'estils del nord inclouen el Changquan i el Xingyiquan. Exemples d'estils del sud inclouen Bak Mei, Wuzuquan, Choy Li Fut i Wing Chun. Les arts marcials xineses també es poden dividir segons la filosofia, estils imitatius (象形 拳), i estils familiars com ara Hung Gar (洪 家). Alguns estils no tenen una clara distinció entre interns o externs, ja que es tracta d'una qüestió de predominança, com veurem a continuació.

### Estils interns i externs
Els estils de kung-fu es poden dividir en estils interns o neijia (內家, família interna) i externs o Waijia (外家, família externa). No obstant això, molts estils combinen elements i tècniques tant internes (suaus) com externes (dures), independentment de la seva nomenclatura. Segons els principis de yin i yang, l'absència de qualsevol d'ells podria fer que les habilitats del practicant fossin desequilibrades o deficients, ja que el yin i el yang, per separat, són cada un la meitat d'un tot. Per això, si alguna vegada van existir aquestes diferències, en molts casos, ja s'han diluït.

#### Estils externs (外家Waijia)
Els estils externs es caracteritzen per la seva predominança de tècniques forts. Habitualment s'associen amb el temple de Shaolin (少林寺) de filosofia budista Chan (Zen). Els estils i les tècniques marcials desenvolupades pels monjos del temple Shaolin es denomina habitualment Shaolin Quan (少林 拳 o 少林 功夫).
- Bafaquan (八法拳) - Boxa dels vuit mètodes
- Baihe Pai o Bak HOK Pai (白鶴派) - Estil (escola) de la grua blanca (tibetana)
- Bajiquan o Pachi chuan (八極拳) - Boxa de vuit extrems
- Bak Mei o Pai Mei (白眉拳) - Cella Blanca
- Baoquan (豹拳) estil del lleopard
- BaYingQuan (八影拳) - Boxa de vuit ombres
- Bei Shaolin (北 少林) - Shaolin del Nord
- Chaquan (查拳) - Estil Cha (boxa llarg)
- Changquan (長拳) - Boxa Llarg
- Chuōjiǎo (戳 腳) - empenta de peus
- Choy Gar (蔡家拳) - estil Família Choi
- Choi Li Fut (蔡李佛) - Choy Gar + Li Gar + Fut Gar
- Di Tang Quan (地躺拳) - boxa a terra
- Duan Quan (短拳) - estil de distància curta
- Emeiquan (峨嵋拳) - estil de Emei
- Fanziquan (翻子拳) - estil del volteig
- Fujian Baihe Quan (福建白鶴拳) - Grua blanca de Fujian
- Fu Jow Pai (虎爪派) - Estil d'Arpa de Tigre
- Fut Gar Kuen (佛家) - Puny de la família budista
- Gouquan (狗拳) - Puny de gos
- Hop Gar (俠家) - estil tibetà
- Houquan (猴拳) - Estil del mico 
  - Mico borratxo (醉猴)
- Hei hu Quan (黑虎拳) - Estil del tigre negre
- Huaquan (華拳) - Boxa xinès
- Hu Quan (虎 拳) - Puny de Tigre
- Hung Fut (洪佛) - Estil de la família Hung i Fut
- Hung Gar o Hung Kuen (洪家拳) Estil de la família Hung
- Jing Wu Men (精武門) - Escola Jing Wu
- Jow-Ga Kung Fu (周家) - estil familiar Jow
- Lai Tung Pai - estil Shaolin que barreja el puny llarg i curt
- Lama Pai (喇嘛派) estil tibetà
- Lau gar (刘家) - Estil de la família Lau
- Li Gar (李家) - estil de la família Li
- Longquan (龙拳) - estil del Drac
- Luohan Quan o Loh Han Kuen (羅漢拳) estil de Luohan o Arhat
- Meihuaquan (梅花拳) - estil de la flor de la prunera
- Mian Quan (棉花拳擊) - boxa de cotó
- Mizongyi (迷蹤拳; Mízōngquán;迷蹤羅漢拳Mi Zong Luóhàn Quan) - estil l'engany
- Mok Gar (莫家拳) estil familiar Mok
- Nam Pai Chuan (南北拳) - boxa del Nord i Sud
- Ng Ga Kuen - Estil de les 5 famílies / 5 animals (Hung, Mok, Li, Choy, Put)
- Pao Chuí (炮捶) o San huang Paochui (三皇砲捶) - Puny de canó (3 emperadors ...)
- Piguaquan (劈掛拳) - Boxa de mans tallants
- Shaolin Kung Fu (少林拳) - estil de Shaolin
- Shequan (蛇拳) - estil de la serp
- Shuai Jiao (摔跤; Shuai Jiao) - estils xinesos i mongols de la lluita lliure
- Tán Tuǐ (/譚腿彈腿) - Estil de puntades de salt
- Tang Lang Pai (螳螂派) o Tang Lang Quan (螳螂拳) - Estil de la mantis 
  - Mantis del nord (北派螳螂拳) 
    - Qixing Tanglangquan (七星 螳螂拳) Boxa de la mantis 7 estrelles
    - Meihua Tanglangquan (梅花 螳螂拳) Boxa de la mantis de la flor de prunera
    - Liuhe Tanglangquan (六合 螳螂拳) Boxa de la mantis de les 6 harmonies
    - Taiji Tanglangquan (太极 螳螂拳) Boxa de la mantis del principi suprem

  - Mantis del sud (南派螳螂拳) 
    - Chow Gar (周家) - estil Mantis religiosa del sud de la família Chow
- Wing Chun (詠春o永春) 
  - Ving Tsun
  - Yǒngchūnquán (詠春拳)
- Wǔ xíng (五形) - Cinc animals
- Wuzuquan o Ngo Cho Kun (五祖拳) - Cinc Ancestres
- Yau Kung Moon (软功門) - Estil del poder flexible
- Yingzhaoquan (鷹爪拳) - Estil de l'arpa d'àguila
- Yuejiaquan (岳家拳) - boxa de la família Yue
- Zi Ran Men (自然门) - boxa natural o "puny de la natura"
- Zui Quan (醉拳) - Puny Borratxo

#### Estils interns (內家neijia)
Els estils interns es caracteritzen per la seva predominança de tècniques suaus. Habitualment s'associen als temples de les muntanyes de Wudang (武當山) de filosofia taoista. El conjunt de pràctiques marcials internes divulgada pels temples de muntanyes de Wudang s'anomena Wudang Quan (武當 拳).
- Baguazhang (八卦掌; Bagua Zhang) - Palma dels Vuit trigrames
- Liuhebafa Chuan (六合八法Liu He Pa Fa, Lok Hup Ba Fa) - Sis Harmonies - vuit mètodes o boxa de l'aigua
- Tai Chi Chuan (Taijiquan太極拳) - Boxa de l'Energia Suprema 
  - Taijiquan estil Chen
  - Taijiquan estil Yang
  - Taijiquan Wu (Hao)
  - Taijiquan estil Wu
  - Taijiquan estil Sun
- Tongbeiquan (通背拳) - Boxa de difusió de l'energia des de l'esquena
- Xingyiquan o Hsing I Chuan (形意拳) - Boxa de la Forma i la Ment (dels Cinc Elements i els 12 animals)
- Yiquan (意拳I Chuan) - boxa de la Ment (intenció o voluntat)

#### Híbrids o moderns
Els següents sistemes d'arts marcials han estat influenciats per altres cultures o posseeixen un llinatge que va començar després de 1940: 
- Tien Shan Pai (天山派) 
  - Wing Tsun (詠春)
- Hong Cha
- Jeet Kune Do (振藩截拳道) - Camí del puny que intercepta, estil creat per Bruce Lee basat en els conceptes del kung-fu i incorpora diverses disciplines de lluita, buscant l'economia de moviments.
- Jing Quan Dao (精拳道) - Camí del puny alerta
- Kenpō (拳法quánfǎ = mètode de boxa = kungfu) - Terme japonès de les arts marcials xineses
- Kuntao (拳道o拳頭) - Camí del Puny, un terme hokkien en referència a les arts marcials xineses que es practica en el sud-est d'Àsia i Indonèsia, en particular, 
  - Liu Seong Kuntao (també Liu Seong Gung Fu, Liu Chuan Fa Seong) - art xinès amb influència indonesa, practicada principalment en els Estats Units
- Shaolin-Do (少林道) - el Camí de Shaolin
- Wushu (武術) 
  - Changquan (長拳) - Estils del Nord
  - Nanquan (南拳) - Estils del Sud
  - Taijiquan (太极拳)

## El kung-fu esportiu
El kung-fu té una faceta esportiva en què es reflecteixen els aspectes o característiques pròpies de la seva identitat.
La competició esportiva al kung-fu ve regulada per unes regles de competició Arxivat 2019-03-03 a Wayback Machine., que determinen la seva pràctica.
El kung-fu esportiu és una modalitat de lluita que contempla dues modalitats de competició diferenciades: el combat i les formes (o rutines).

### Formes
Taolu (套路) - coreografies compostes per un conjunt de tècniques pròpies de cada estil de kung-fu en què es representa una lluita.
Àrea de competició: rectangular 12 x 8 m.
Categories segons: 
- Estils: Externs / Interns

- Nº Components: Individual / Grup

- Amb o sense armes

- Edat

Normes de puntuació: valoració segons paràmetres de la composició i l'execució de les formes 

### Combat
Lluita entre dos competidors 
Sanshou (散手) - terme general per als mètodes de combat, per a l'esport s'acostuma a utilitzar el terme Sanda (散打) 
Àrea de competició: quadrada 8 x 8 m.
Lei Tai (擂台) - plataforma de competició elevada de combat.
Categories segons: 
- sexe

- pes

- edat

Normes: puntuació / penalització: 
- Tècniques permeses / prohibides: es permeten les tècniques de cop amb puny, cops de peu i també les preses per tal de projectar l'oponent.

- Zones del cos permeses / prohibides

Proteccions: casc, armilla, guants 
Existeixen altres modalitats de combat: 
- Qingda (lightcontact)

- Tuishou
- Shuaijiao

## Defensa personal
Els principis de la filosofia budista basats en la "no violència" van afavorir que els monjos de Shaolin patissin saquejos i agressions en una concepció extremista d'aquest concepte, estant mal vist que un monjo budista fes ús d'habilitats de lluita, ja que es considerava fer ús de la violència. Damo amb la seva concepció del budisme chan (zen) els va fer comprendre que utilitzar les habilitats de lluita per defensar-se no era un acte violent que transgrediese els principis budistes.
La gran varietat de tècniques utilitzades en el kung-fu doten d'un ampli ventall de recursos per a la defensa personal.

## Filosofia
El kung-fu està basat en uns principis filosòfics d'origen extremoriental. Les escoles tradicionals xineses d'arts marcials, com ara el famós monestir de Shaolin, consideren que el kung-fu no és només un mètode de lluita (o autoprotecció), sinó que també és una filosofia. Així, per exemple el venerable abat de Shaolin anomenat Shi Su Xi afirmava que el fonamental en Shaolin és la filosofia, no la lluita (少林是禅不是拳 "Shaolin shì Chan, bushi Quan").

### Influències filosòfiques
Aquests principis provenen principalment de 2 filosofies: 
- Budisme Chan (禅Chan = Zen = "meditació"): conducta ètica (no violència, bondat…), respiració, relaxació, autocontrol (de les emocions), pau interior, creixement personal, felicitat,...
Símbol del Tao 

_{Símbol del Tao}

- Taoisme : Tao (道 Dao = Do japonès = "camí") = yin / yang (yin = negatiu, foscor,... / yang = positiu, llum…) són els oposats que es complementen entre si. Fluir en harmonia i equilibri amb la natura, guanyar serenitat i energia interior (气 Chi).
Aquests principis es relacionen amb el que es coneix en les arts marcials amb el terme de " Budo " (en japonès) = Wu Dao (武道) = "Camí del guerrer" (conjunt de normes ètiques) 
Així mateix, Wude (武德) es pot traduir com "moralitat marcial" i es construeix a partir dels termes wu (武), que significa marcial, i de (德), que significa moral. Wude s'ocupa de dos aspectes; "La moral de l'acció" i "la moral de la ment". La moral de l'acció es refereix a les relacions socials; la moral de la ment té la intenció de conrear l'harmonia interior entre la ment emocional (心 Xin) i la ment intel·lectual (慧 Hui). L'objectiu final és aconseguir "sense extremisme" (無極 Wuji - relacionat amb el concepte taoista de wu wei) l'harmonia entre saviesa i emocions.

### Valors del kung-fu
Acció
| concepte  | nom   | Xinès tradicional | xinès simplificat | romanització Pinyin | cantonès |
| humilitat | Qian  | 謙                | 谦                | Qian                | him1     |
| virtut    | Cheng | 誠                | 诚                | chéng               | sing4    |
| respecte  | Li    | 禮                | 礼                | lǐ                  | lai5     |
| moralitat | Yi    | 義                | 义                | yì                  | yi6      |
| confiança | Xin   | 信                | 信                | Xin                 | seun3    |

Ment
| concepte     | nom  | xinès | romanització Pinyin | cantonès |
| valor        | Yong | 勇    | yǒng                | yung5    |
| paciència    | Ren  | 忍    | Ren                 | yan2     |
| resistència  | Heng | 恒    | Heng                | hang4    |
| perseverança | Yi   | 毅    | yì                  | ngai6    |
| voluntat     | Zhi  | 志    | Zhi                 | ji3      |

### La salutació

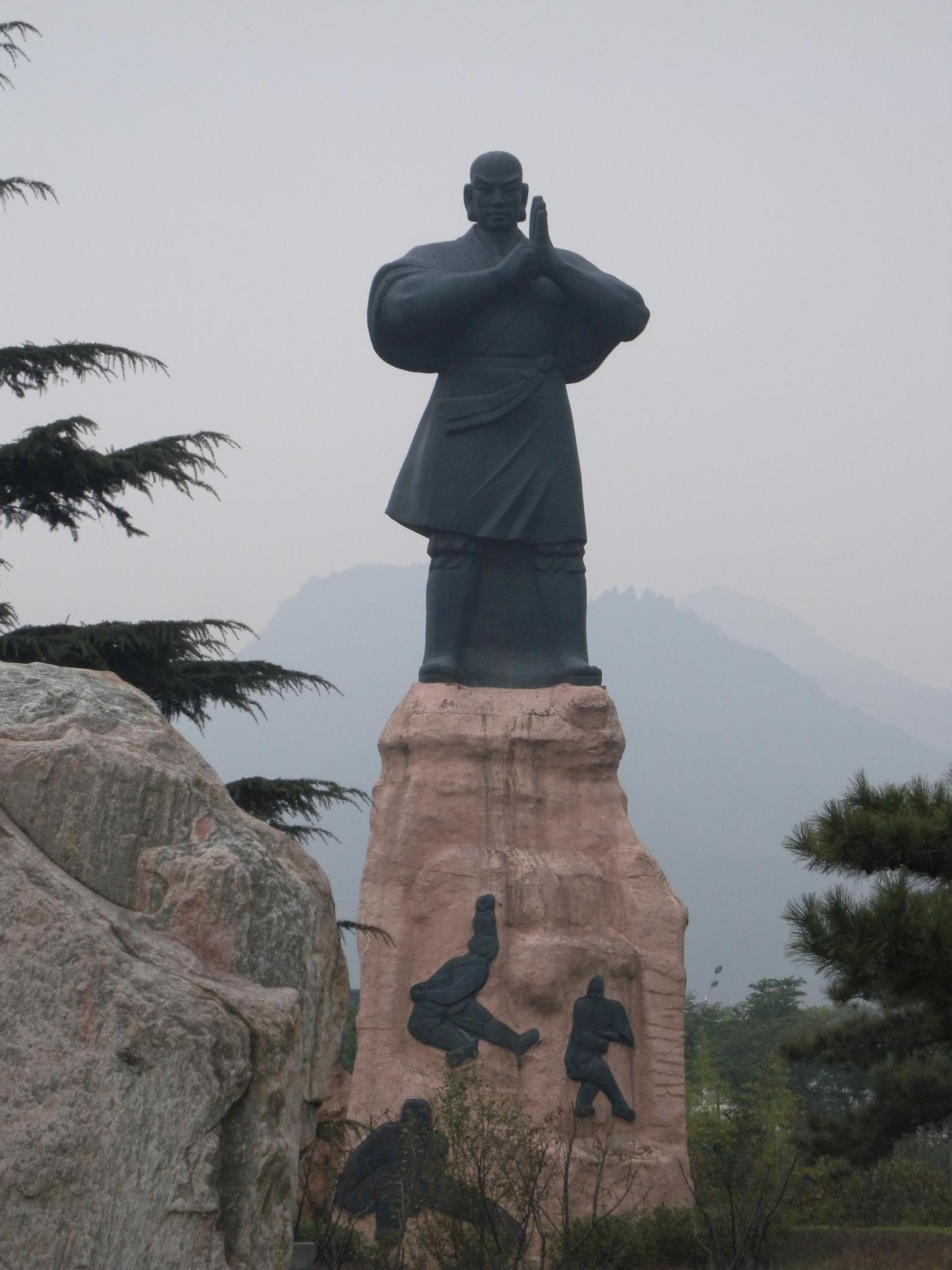
_{Estàtua en gest de salutació (Shaolin)}

La salutació en kung-fu és una expressió d'aquests valors, especialment, de respecte. Forma part de les normes de cortesia en la salutació als mestres, companys, oponents,...
La salutació de kung-fu més habitual (Bao Quan Li 保全力) consisteix en la mà esquerra oberta sobre el puny dret. Si es porta una arma, l'arma és subjectada per la mà dominant (esquerra o dreta) i el palmell de l'altra mà cobreix el puny.
Existeixen diverses interpretacions del que representa aquesta forma gestual de la salutació segons la font: la mà esquerra oberta representa el yang (sol…) i la mà dreta tancada en forma de puny simbolitza el yin (lluna…), etc. La salutació es realitza de peu (amb els peus junts o en posició xūbù), se drets, amb la vista cap a qui saludem i els braços a l'altura del pit.
La salutació en kung-fu s'ha de d'efectuar en diverses situacions com: en entrar i sortir de la sala d'entrenament (kwoon), saludar el mestre o instructor, en iniciar i finalitzar un exercici en parella, així com, en començar i finalitzar les classes.

## Energia interna
El concepte de "Txi" o "Qi " (xinès simplificat :气, xinès tradicional: 氣, pinyin: qì, literalment «aire, alè vital, energia vital») es defineix com l'energia interna o "força vital" dels éssers vius. Les arts marcials xineses estudien la seva aplicació amb diverses finalitats (defensa, atac, reanimació…), on el control de la respiració té un paper molt important.
Hi ha moltes aplicacions pel que fa al control de la circulació de l'energia qi, podent ser utilitzada per a: 
- la curació o vitalitat: mitjançant la medicina tradicional xinesa, la acupuntura, el txi-kung (Qigong), la digitopuntura i la reanimació (kuatsu en japonès), 
- la lluita: en la projecció del "crit energètic" (发声 Fā shēng,气合 qì hé, " kiai " en japonès) en rebre un atac, o bé, a l'executar; les tècniques dim mak (點脈 punts vitals del cos humà basats en la circulació del qi pels meridians energètics); concentració en el centre d'energia i equilibri "dantian"; projecció d'energia "fājìn", etc. De vegades es duen a terme demostracions de la seva aplicació, com per exemple en l'execució de trencaments.

## En la cultura popular
Les referències a les arts marcials xineses es poden trobar al llarg de la història en la cultura popular xinesa, en manuscrits (militars, filosòfics, literaris…) i en les arts escèniques. En l'actualitat, gràcies al cinema i la televisió es va iniciar una gran difusió global aconseguint una popularitat mundial. En les últimes dècades també s'ha popularitzat la pràctica de les arts marcials xineses pels seus beneficis per a la salut relacionats amb la medicina tradicional xinesa, especialment a través de la pràctica del taijiquan (tai-txi) i del qigong (txi-kung).
Les arts marcials xineses tenen un paper destacat en el gènere de la literatura coneguda com a wuxia (武俠小說). Aquest tipus de ficció es basa en conceptes xinesos de cavalleries, una societat independent d'arts marcials (武林; Wulin). Les històries wuxia d'arts marcials tenen una llarga tradició, ja des del segle iii aC, i segueix sent molt popular a gran part d'Àsia.
Les influències de les arts marcials xineses també es poden trobar a la dansa, el teatre i sobretot l'òpera xinesa, de les quals la òpera de Beijing és un dels exemples més coneguts. Aquesta forma popular de teatre es remunta a la dinastia Tang i segueix sent un exemple de la cultura xinesa. Alguns moviments d'arts marcials es poden trobar en l'òpera xinesa i alguns artistes marcials populars han estat també intèrprets en ella.
Pel·lícules de Bruce Lee 
A mitjans del segle xx les arts marcials xineses van donar lloc al gènere de cinema conegut com a pel·lícules de Kung-Fu (功夫片). Entre elles, les pel·lícules de Bruce Lee van tenir un paper decisiu en l'esclat inicial de la popularitat de les arts marcials xineses a Occident en la dècada de 1970. Bruce Lee va ser l'estrella internacional icònica que va popularitzar les arts marcials xineses a Occident, a partir del qual la influència de les arts marcials xineses ha estat àmpliament reconeguda i tenen un atractiu global en la cinematografia occidental.
Artistes i actors marcials com Jet Li i Jackie Chan han seguit fomentant l'atractiu de les pel·lícules d'aquest gènere. Jackie Chan va portar amb èxit a les seves pel·lícules seu sentit d'humor en el seu estil de lluita.
A occident, el kung-fu s'ha convertit en un element bàsic de les pel·lícules d'acció, i apareix en moltes pel·lícules que generalment no es consideren pel·lícules d'arts marcials, com ara Matrix, Kill Bill, etc.
Les arts marcials xineses també es poden trobar en les sèries de televisió. En la dècada de 1970 la sèrie Kung Fu va popularitzar les arts marcials xineses a la televisió, sent un dels primers programes de televisió nord-americans que van tractar de transmetre la filosofia i la pràctica de les arts marcials xineses. L'ús de tècniques d'arts marcials xineses es poden trobar ara en la majoria de les sèries de televisió d'acció, tot i que la filosofia de les arts marcials xineses poques vegades es tracten en profunditat.
En la població infantil ha popularitzat el kung-fu la pel·lícula i sèrie d'animació "Kung fu Panda", protagonitzada pels alguns dels animals tradicionals del kung-fu (ós, tigre, mico, mantis, serp i grua).
Així mateix, els valors pràctics del kung-fu recobren popularitat en programes educatius infantils contra l'assetjament (anti-bulling).

## Practicants destacats
Alguns exemples de practicants de kung-fu coneguts (武术 名师) al llarg de la història són: 
- Taizu (927-976) va ser emperador de la dinastia Song. Va fomentar el desenvolupament del kung-fu. Se li atribueix la creació de l'estil Changquan, així com l'haver influenciat en el desenvolupament d'altres estils.
- Yue Fei (1103-1142 dC) va ser un famós general xinès de la dinastia Song. Legendariamente, se li atribueix la creació de l'estil Xingyiquan i el de l'arpa de l'àguila, però, no hi ha evidència històrica.
- Ng Mui (s. XVII) va ser la llegendària fundadora de moltes arts marcials xineses del Sud, com ara el Wing Chun i la grua blanca de Fujian. Sovint es considera una dels Cinc ancestres llegendaris que van sobreviure a la destrucció del temple de Shaolin durant la dinastia Qing.
- Yang Lluiten (1799-1872) va ser el fundador de l'estil Yang de Tai Chi Chuan a Pequín. També és conegut per transmetre l'art a les famílies de tai-txi Wu / Hao, Wu i Sun.
- Deu Tigres de Canton (segle xix) va ser un grup de deu dels millors mestres de les arts marcials xineses a la província de Guangdong (Canton) cap al final de la dinastia Qing (1644-1912). Wong Kei-Ying, el pare de Wong Fei Hung, era un membre d'aquest grup.
- Wong Fei Hung (1847-1924) va ser considerat un heroi popular xinès durant el període republicà. Es van fer més de cent pel·lícules de Hong Kong sobre la seva vida. Sammo Hung, Jackie Chan i Jet Li han retratat el seu personatge en taquilleres pel·lícules.
- Huo Yuanjia (1867-1910) va ser mestre de l'estil mizongquan, fundador de l' Associació Atlètica Chin Woo (1910). Famós per les seves tornejos amb estrangers. La seva biografia va ser representada a la pel·lícula Sense Por (2006).
- Yip Man (1893-1972) mestre del Wing Chun i el primer a ensenyar aquest estil obertament. També va ser el mestre de Bruce Lee. La seva biografia s'ha representat en la pel·lícula Ip Man.
- Gu Ruzhang (1894-1952) va ser un artista marcial xinès que va difondre el Bak Siu Lum (Shaolin del Nord) pel sud de la Xina al segle 20. Gu era conegut per la seva experiència a la Palma de Ferro, tècnica de condicionament que forma part de l'entrenament de diversos estils de kung-fu.
- Bruce Lee (1940-1973) artista marcial i actor nord-americà d'origen xinès, considerat una icona important al segle xx. L'ús de Wing Chun va ser la seva base, fent popular a aquest estil, posteriorment va aprendre d'altres sistemes de lluita, desenvolupant la seva pròpia filosofia de les arts marcials anomenada Jeet Kune Do.
- Jackie Chan (1954 -) artista marcial i actor xinès molt conegut per la introduccón de la comèdia en les seves representacions d'arts marcials, i per realitzar acrobàcies complexes en moltes de les seves pel·lícules.
- Jet Li (1963 -) artista marcial i actor xinès, va ser cinc vegades campió de la Xina en l'esport del wushu.
- Donnie Yen (n. 1963) és un actor d'arts marcials, director de cinema i productor de Hong Kong, coreògraf d'acció i medallista en torneig mundial de wushu.
- Wu Jing (1974 -) és un artista marcial, actor i director de Hong Kong. Va ser membre de l'equip de wushu de Beijing. Va començar la seva carrera com a coreògraf d'acció i més tard com a actor.